# Електробандура
Електробандура (електрична бандура) — електричний музичний інструмент, різновид бандури, оснащений одним або кількома звукознімачами, що використовується для посилення гучності звучання бандури, а також для розширення тембральних можливостей акустичного інструменту через використання приладів обробки звуку.

## Історія
Першу концепцію визвучення бандури придумав бандурист Володимир Кушпет для використання у ВІА «Кобза».Розробив і виготовив київський інженер Володимир Зарубинський приблизно у 1967–1968 році. Було виготовлено три звукознімачі. В цьому звукознімачі було використано електромагнітний принцип. Довгий мідний провідник, зігнутий вдвічі, товщиною перетину 5 мм, розташовано безпосередньо біля струн бандури, своїми кінцями під'єднаний до первинної обмотки узгоджувального трансформатору, вторинна обмотка якого комутувалась до підсилювального тракту. Все це являло собою єдину конструкцію. Магнітне поле створювалось намагнічуванням стальних струн бандури.
З 1967 по 2000-ні роки різні системи визвучення використовували бандуристи Володимир Кушпет, Сергій Баштан, Галина Менкуш, Костянтин Новицький, Віктор Мішалов. Це були різні моделі мікрофонів, вже згадувані знімачі Зарубинського, та звукознімачі невідомого майстра на основі котушки індуктивності та приклеєними з двох сторін ферритовими магнітами. Кріпився такий звукознімач в середині бандури, на задню деку (два таких знімачі було виготовлено на замовлення Державної капели бандуристів України приблизно у 1978 році для дуету Новицький / Гавриш).

## Сучасний стан
З 2000-х років по сьогодні існує три основних способи звукознімання бандури:
1. Контактний мікрофон AKG C411. Мікрофон приліплюється на деку (підструнник). Таку систему вживають: Ярослав Джусь, Георгій Матвіїв, Іван Лузан, Софія Аль-Хадіді.
2. П'єзокерамічний звукознімач Schaller Oyster D/S Piezo, DiMarzio, К&К, китайський ноунейм — приклеюється на деку зовні або всередині бандури. Таку систему вживають: Влад Ваколюк (Тінь Сонця), Валентин Лисенко, Андрій Галецький (КолоДій). Наталка Голуб, Ольга Розколодько (тріо Квітана), Євген Йовенко (ONUKA), Катерина Ека (Eka Caterina).
3. Система звукознімачів виробництва Майстерні Вправних Бандуристів. Такі системи використовують:
1. Марина Круть,
2. Тетяна Мазур (B&B Project),
3. Оля Гончаренко (KoloYolo),
4. Олег Слободян (раніше Тінь Сонця, Mad Heads UA),
5. Юліана Хаварівська (дует Елегія Струн),
6. Євгенія Згуровська (тріо Квітана),
7. Іван Ткаленко,
8. Тарас Яницький,
9. Ганна Ніжегородова,
10. Ірина Александрова (тріо Краля),
11. Вікторія Борківець (гурт Евфонія),
12. Лілія Данилова,
13. Настя Решетняк,
14. Тетяна Лобода,
15. Ольга Беженарь,
16. Маргарита Костеньова,
17. Вікторія Житкова,
18. Андрій Бойченко,
19. Анна Соловей,
20. Любов Бондаренко,
21. Галина Подоляк,
22. Андрій Мазур (гурт КАМА),
23. Ольга Беженарь,
24. Анастасія Башмакова,
25. Наталія Сидорчук,
26. Ярина Ткаленко,
27. Альона Синюк,
28. Марія Петровська,
29. Настя Решетняк,
30. Ольга Клітинська,
31. Слава Слезь,
32. Катерина Гданська,
33. Катерина Ониськів,
34. Вікторія Ткачук (Фастівська ДМШ),
35. Ілля Разумейко (NOVA OPERA),
36. Анастасія Войтюк (Троє Зілля).

Поодинокі системи:
1. Бандура Романа Гриньківа, оснащена мініатюрним інструментальним мікрофоном DPA 4099.
2. Бандура Юрка Миронця (Гайдамаки/Шпилясті кобзарі) — п'єзокерамічний звукознімач.
Також є кілька експериментальних електробандур, які було виготовлено як електромузичні інструменти:
1. Інструмент Тараса Столяра (майстер Олександр Бешун, звукознімачі — Майстерня Вправних Бандуристів).
2. Інструмент Дмитра Губ'яка (фабрика Трембіта. Бандуру оснащено п'єзокабелем та магнітними звукознімачами).

## Розробки систем визвучення бандуриІвана Ткаленка
Першу систему було розроблено в 2001 році та використано на концертах Тараса Петриненка.
Було випробувано такі способи знімання коливань струни/деки:
1. П'єзопластини під підструнником.
2. П'єзокристали у підструннику.
3. Індивідуальні звукознімачі під кожну струну на основі п'єзокераміки.
4. Магнітострикція.
5. Магнітні (індуктивні знімачі) — типу сингл, гамбакер, індивідуальний гамбакер під кожну струну — усього було розроблено 7 видів магнітних звукознімачів.
6. П'єзокабель.
7. Оптичний звукознімач.
8. Біморфний авторський звукознімач Ігоря Зубкова (Таллін, Естонія) — кріпиться за рахунок приклеювання до деки.
9. Високочастотний ємнісний звукознімач — розробив і виготовив Ганс Бюргер (Нідерланди)
Нині система являє собою два звукознімачі (окремий для басів, окремий для приструнків). Спеціально для цих знімачів фахівцями Майстерні Вправних Бандуристів розроблено попередній підсилювач, що посилює первинний сигнал та покращує шумові характеристики системи за рахунок правильного узгодження імпедансу датчиків / вхідного тракту звукового обладнання. Також використання узгоджувального попереднього підсилювача дало можливість отримати низький вихідний імпеданс, що максимально мінімізує вплив комутаційних ланцюгів на якість звучання. Гітарні попередні підсилювачі в даному випадку виявилися не ефективними, так як при їх розробці закладено інші параметри. Ще одним досягненням Майстерні є авторська система формування концертного та студійного звучення бандури Едуарда Данилова. У цій системі зібрано навички великої кількості бандуристів, а також широкий звукорежисерський досвід концертної та студійної роботи.
Електробандура Майстерні Вправних Бандуристів експонувалася на Українському Музичному Ярмарку., Kyiv Maker Faire 2017, IForum 2019.

## Система Івана Ткаленка станом на грудень 2019 року складається з таких компонентів
1. Чернігівська бандура 1978 року, оснащена п'єзокабельним звукознімачем (приструнки) і магнітним звукознімачем типу «гамбакер» (баси), попередній підсилювач Майстерні Вправних Бандуристів.
2. Всередині бандури встановлено MIDI-контроллер Livid Instruments Brain Jn. До контроллера під'єднано 7 кнопок (які вмонтованно у гриф), два стрічкових потенціометра (один закріплено на грифі, другий — на передній деці), а також три регулятори типу «фейдер» (на передній деці).
3. Комп'ютер HP Elitebook із встановленою програмою Ableton Live і додатковим середовищем Max for Live. Аудіо інтерфейс — Presonus Firepod.
4. MIDI-контроллер для педалей MIDI Expression.
5. Педалі експресії — 2 шт, педалі-кнопки — 4 шт.
6. Два MIDI-контроллери Korg серії Nano.
7. Сустейнер (електросмичок) — джерело безперевного сустейну.
Цікавий факт: бандура Ткаленка оснащена MIDI-контроллером, який зв'язаний з комп'ютером через USB інтерфейс, тому цей інструмент можна назвати USB-бандура.

## MIDI-бандура
У 2008 році Іваном Ткаленком реалізовано концепцію MIDI-бандури. Кожна струна мала окремий звукознімач. Використано MIDI-конвертер на основі мікроконтроллера atmega 64. Було збудовано і успішно випробувано робочий прототип.

## Відео
- CANLI STUDİO. 23.09.18. Бандурист Іван Ткаленко [Архівовано 7 листопада 2019 у Wayback Machine.]
- Унікальну електробандуру презентував доцент ТНПУ ім. В.Гнатюка Дмитро Губ'як [Архівовано 15 вересня 2019 у Wayback Machine.]
- Midi-bandura prototype